# Dissection
A Dissection ("boncolás") egy svéd extreme metal zenekar volt 1989-től 2006-ig, de 1997 és 2004 között szünetelt, mivel alapítója, Jon Nödtveidt börtönben ült egy gyilkosságban való részvételért. A zenekar Nödtveidt rituális öngyilkossága után feloszlott; munkásságukat három nagylemez, és számos egyéb kiadvány őrzi. Jon testvére, Emil Via the End című számát bátyja halála inspirálta, ez a Deathstars zenekar Night Electric Night lemezén található.

## Diszkográfia

### Stúdióalbumok
- The Somberlain (1993)
- Storm of the Light's Bane (1995)
- Reinkaos (2006)

## Tagok

### Utolsó felállás
- Jon Nödtveidt - gitár, ének (1989-2006)
- Set Teitan - gitár (2004-2006)
- Tomas Asklund - dobok (2004-2006)

### Korábbi tagok
- John Zwetsloot - gitár (1991-1994)
- Johan Norman - gitár (1994-1997)
- Peter Palmdahl - basszusgitár (1989-1997)
- Brice Leclercq - basszusgitár (2004-2005)
- Haakon Nikolas Forwald - basszusgitár (2005)
- Ole Öhman - dobok (1990-1995)
- Tobias Kellgren - dobok (1995-1997)